# Список начальников политуправлений фронтов Великой Отечественной войны
В статье приведён список людей, находивших в должности начальников политуправлений фронтов.

## Начальники политуправлений фронтов
| Воинское Звание                    | ФИО                             | Годы жизни  | Фронт |
| ---------------------------------- | ------------------------------- | ----------- | --- |
| Генерал-лейтенант                  | Аношин Иван Семёнович           | 1904 — 1991 | 3-й Украинский (12 мая 1944 — 10 июня 1945) |
| Генерал-майор                      | Воронин Фёдор Николаевич        | 1900 — 1980 | Южный (25 июня — 18 июля 1941) |
| Генерал-лейтенант                  | Галаджев Сергей Фёдорович       | 1902 — 1954 | Юго-Западный (5 октября 1941 — 12 июля 1942), Сталинградский (12 июля — 30 сентября 1942), Донской (30 сентября 1942 — 15 февраля 1943), Центральный (15 февраля — 20 октября 1943), Белорусский (20 октября 1943 — 24 февраля 1944, 5 — 16 апреля 1944), 1-й Белорусский (24 февраля — 2 апреля 1944, 12 апреля 1944 — 10 июня 1945). |
| Генерал-лейтенант                  | Горохов Пётр Иванович           | 1902 — 1984 | Волховский (17 декабря 1941 — 23 апреля 1942) |
| Генерал-майор                      | Гришаев Иван Максимович         | 1901 — 1969 | Южный (5 марта — 28 июля 1942) |
| Генерал-майор                      | Доронин Павел Иванович          | 1909 — 1976 | Юго-Восточный (11 — 30 сентября 1942), Сталинградский (1 октября — 31 декабря 1942), Южный (8 февраля — 20 октября 1943) |
| Генерал-лейтенант                  | Дребеднёв Михаил Фёдорович      | 1905 — 1972 | Калининский (19 октября 1941 — 20 октября 1943), 1-й Прибалтийский (20 октября 1943 — 2 февраля 1945). |
| Полковник                          | Дьяченко Иван Тарасович         | 1901 — ?    | Московская зона обороны (13 марта 1942 — 1 октября 1943) |
| Генерал-полковник                  | Егоров Никита Васильевич        | 1908 — 1970 | 1-й Прибалтийский (2 — 24 февраля 1945) |
| Генерал-майор                      | Емельянов Сергей Степанович     | 1900 — 1987 | Крымский (28 января — 19 мая 1942), Северо-Кавказский (25 мая — 3 сентября 1942, 16 марта — 20 ноября 1943), Закавказский (29 июля 1944 — 23 августа 1945). |
| Генерал-лейтенант                  | Зыков Константин Антонович      | 1904 — 1966 | 2-й Украинский (1 марта — 10 июня 1945) Забайкальский (11 июля — 1 октября 1945) |
| Генерал-майор                      | Казбинцев Сергей Богданович     | 1901 — 1971 | Западный (13 — 24 апреля 1944) 3-й Белорусский (24 апреля 1944 — 15 августа 1945) |
| Генерал-лейтенант                  | Калашников Константин Фёдорович | 1912 — 1996 | Волховский (20 июня 1942 — 15 февраля 1944), Карельский (18 марта — 15 ноября 1944), 1-й Дальневосточный (5 августа — 1 октября 1945) |
| Генерал-майор                      | Ковалевский Алексей Иванович    | 1901 — 1950 | Северо-Западный (12 августа 1941 — 11 июля 1942) Юго-Западный (25 октября — 11 ноября 1942) |
| Генерал-лейтенант                  | Козлов Марк Александрович       | 1902 — 1983 | Центральный (28 июля — 25 августа 1941) |
| Генерал-лейтенант                  | Кулик Кирилл Панкратьевич       | 1904 — 1966 | Ленинградский (19 мая 1942 — 27 июля 1943) |
| Генерал-майор                      | Лобачёв Алексей Андреевич       | 1903 — 1964 | 3-й Прибалтийский (20 апреля — 16 октября 1944) |
| Генерал-полковник                  | Лукашин Пётр Тимофеевич         | 1906 — 1981 | Дальневосточный (22 августа 1941 — 5 августа 1945) 2-й Дальневосточный (5 августа — 1 октября 1945) |
| Генерал-лейтенант                  | Макаров Василий Емельянович     | 1903 — 1975 | Западный (28 ноября 1941 — 15 апреля 1944) |
| Генерал-майор                      | Мамонов Михаил Иванович         | 1906 — 1956 | Южный (18 июля 1941 — 15 марта 1942) |
| Бригадный комиссар                 | Михайлов Андрей Иванович        | ? — ?       | Юго-Западный (22 июня — 5 октября 1941) |
| Генерал-майор                      | Надоршин Халил Садретдинович    | 1904 — 1993 | Северо-Кавказский (24 января — 15 марта 1943) |
| Генерал-лейтенант                  | Окороков Андрей Дмитриевич      | 1905 — 1979 | Северо-Западный (11 июля 1942 — 20 октября 1943) 2-й Белорусский (24 февраля — 5 апреля 1944, 17 апреля 1944 — 10 июня 1945) |
| Генерал-лейтенант                  | Пигурнов Афанасий Петрович      | 1903 — 1972 | Брянский (14 августа — 10 ноября 1941, 24 декабря 1941 — 12 марта 1943, 28 марта — 10 октября 1943), Резервный (12 — 23 марта 1943), Курский (23 — 27 марта 1943), Орловский (27 — 28 марта 1943), Прибалтийский (10 — 20 октября 1943), 2-й Прибалтийский (20 октября 1943 — 1 апреля 1945)                                           |
| Полковник                          | Пожидаев Ефим Тарасович         | 1901 — ?    | Северный (24 июня — 26 августа 1941) |
| Генерал-лейтенант                  | Пронин Михаил Михайлович        | 1901 — 1967 | Южный (8 февраля — 20 октября 1943) 4-й Украинский (20 октября 1943 — 31 мая 1944, 5 августа 1944 — 10 июня 1945) |
| Генерал-лейтенант                  | Рудаков Михаил Васильевич       | 1905 — 1979 | Юго-Западный (11 ноября 1942 — 20 октября 1943), 3-й Украинский (20 октября 1943 — 20 апреля 1944) |
| Генерал-майор                      | Румянцев Алексей Гаврилович     | 1901 — 1975 | Западный (20 июля — 27 августа 1941) Карельский (28 августа 1941 — 18 марта 1944) |
| Генерал-майор интендантской службы | Рябчий Карп Григорьевич         | 1902 — 1972 | Северо-Западный (22 июня — 12 августа 1941) |
| Полковник                          | Серюков Александр Дмитриевич    | 1902 — 1945 | резервных армий (14 — 25 июля 1941) Резервный (30 июля — 12 октября 1941) |
| Генерал-майор                      | Соломко Пётр Михайлович         | 1902 — 1971 | Закавказский (23 августа — 30 декабря 1941) Кавказский (30 декабря 1941 — 28 января 1942) |
| Генерал-лейтенант                  | Сорокин Константин Леонтьевич   | 1901 — 1989 | Закавказский (25 ноября 1942 — 29 июля 1944) |
| Генерал-лейтенант                  | Тевченко Александр Николаевич   | 1902 — 1975 | Степной (9 июля — 20 октября 1943), 2-й Украинский (20 октября 1943 — 1 марта 1945) |
| Генерал-майор                      | Тюркин Пётр Андреевич           | 1897 — 1950 | Ленинградский (27 августа 1941 — 25 апреля 1942) |
| Генерал-лейтенант                  | Холостов Дмитрий Иванович       | 1907 — 1951 | Ленинградский (27 июля 1943 — 27 июля 1945) |
| Полковник                          | Хромов Алексей Фёдорович        | 1899 — ?    | Закавказский (25 мая — 25 ноября 1942) |
| Полковник                          | Чистогов Яков Иванович          | 1906 — ?    | Московская зона обороны (18 ноября 1941 — 13 марта 1942) |
| Генерал-лейтенант                  | Шатилов Сергей Савельевич       | 1901 — 1972 | Воронежский (11 ноября 1942 — 20 октября 1943), 1-й Украинский (20 октября 1943 — 19 ноября 1944) |
| Генерал-полковник                  | Шикин Иосиф Васильевич          | 1906 — 1973 | Ленинградский (12 — 19 мая 1942) |
| Генерал-майор                      | Шманенко Василий Кузьмич        | 1902 — 1965 | Забайкальский (4 ноября 1939 — 11 июля 1945) |
| Генерал-лейтенант                  | Яковлев Фома Павлович           | 1900 — 1971 | Дальневосточный (7 июня 1940 — 15 августа 1941) |
| Генерал-майор                      | Яшечкин Филипп Васильевич       | 1906 — 1975 | 1-й Украинский (19 ноября 1944 — 10 июня 1945) |